# Uta Kata
Uta∽Kata (яп. うた∽かた Ута-Ката) — японский аниме-сериал, созданный студией Hal Film Maker. Есть также название — 泡沫, и буквально переводится как «пузыри», которые используются всегда в концовке сериала. Впервые транслировался по телеканалу TV Kanagawa с 3 октября по 18 декабря 2004 года. Всего было выпущено 12 серий.
Сериал можно традиционно относить к жанру махо-сёдзё, однако в нём присутствуют сцены насилия над детьми, пищевое расстройство и мизантропия, что значит, что сериал нацелен на взрослую аудиторию. К тому же главный герой прогрессирует с каждой серией, становится эмоционально несдержанным.

## Сюжет
За день до летних каникул Итика Татибана занимается уборкой в старом здании школы и замечает необычное зеркало. Итика встречает в зеркале необычную девушку по имени Минацу, которая предлагает ей дать 12 разноцветных камней, в которых заключена сила джиннов.
Во время летних каникул Итика использует силу камней, чтобы справиться с различными опасностями. Однако каждый призыв медленно разрушает эмоциональные, физические и душевные силы хозяина. Есть и риск смерти. Позже Итика начинает сталкиваться со страхом, гневом, и даже терять контроль над джиннами.

## Список персонажей
Итика Татибана (яп. 橘 一夏 Татибана Итика) — 14-летняя школьница средней школы, живёт в Камакуре и за день до каникул получила 12 волшебных камней, в которых запечатана сила джиннов. Итика очень честная, вежливая со всеми, в том числе со своими родителями и старается делать правильные вещи. Из-за её «правильности» Итиро дразнят часто друзья. Очень боится призраков и страшно пугается, когда впервые видит Манацу в зеркале. Когда в очередной раз использует силу джинна, постепенно поддаётся своим чувствам и позже начинает терять самообладание.
Сэйю: Ёко Хонда
Манацу Куроки (яп. 黒城 舞夏 Куроки Манацу) — Манацу является зеркальной противоположностью Итики. Когда Итико колеблется, то Манацу смело и непоколебимо идёт на встречу проблеме. Она также знает всё о Итиро, её любимых местах, вещах, страхах. Как и Итико боится призраков.
Сэйю: Масуми Асано
Сацуки Такигава (яп. 多岐川 皐月 Такигава Сацуки) — Итико видит её как подружку Сацуки. Она очень сильный и ответственный человек. Часто начинает руководить и играет ведущую роль в компании главных героев. Несмотря на свой характер Сацуки избегает мальчиков из-за больного воспоминания. У неё есть старший брат, с которым она хорошо ладит.
Сэйю: Томоко Каваками
Кэйко Такамура (яп. 篁 蛍子 Такамура Кэйко) — Она ведёт себя как настоящая леди и из хорошей семьи. Нежная и добрая. Её родители оказывают сильное влияние на дочь, так как устроили множество проблем для мальчика, которому понравилась Кэико.
Сэйю: Юрика Отиай
Митиру Мунаката (яп. 宗方 未知留 Мунаката Митиру) — Очень любит литературу. Обладает силой видения и может видеть призраков и духов. Обычно ходит спокойной. У неё есть младшая сестра по имени Руи, которую она стремится защищать. Митиру может высказывать порой странные фразы и не умеет плавать в море, утверждая, что её кожа слишком чувствительна к солёной воде. Говорит тихим голосом.
Сэйю: Юкари Тамура
Сэй Тодо (яп. 藤堂 誓唯 То:до: Сэй) — Один из наставников Итики и ученик высшей школы. Он обучает её грамматике, литературе и социальным наукам. Является братом-близнецом Кая. В отличие от Кая выглядит более спокойным и мягче. Итика влюбилась в него.
Сэйю: Нобуо Тобита
Кай Тодо (яп. 藤堂 繪委 То:до: Кай) — Другой наставник Итиро и брат близнец Сэя. Он учит её математике и естественным наукам. В отличие от Сэя более открытый и сильный по натуре. Он влюблён в брата-близнеца Сэя.
Сэйю: Нобутоси Канна
Сая Когурэ (яп. 小暮 沙耶 Когурэ Сая) — загадочная женщина, которая скрывается от большинства глаз людей. Работает в индустрии моды и соседка семьи Итибаны. Но это лишь иллюзии. Он хочет заполучить силу джиннов у Итики. Может находиться в любом месте по желанию и свой шарф преобразовывать в косу смерти. Но она не вмешивается в жизнь текущего носителя, так как он не должен знать о последствиях использования силы джиннов до самого конца.
Сэйю: Мария Кавамура

## Список серий
| |                                                                    |                                                          |                      |                  |
| 01 | Early Summer's Encounter «Kaikō no Shoka» (邂逅の初夏)             | Мэгуми Кадоносоно (Kiddy Grade, Legend of Himiko)        | Солнце (яп. 陽)      | Октябрь 3, 2004  |
| За день до летних каникул Итико встречает девочку в зеркале по имени Манацу. Та вручает ей 12 волшебных камней с джиннами.        |                                                                    |                                                          |                      |                  |
| 02 | The Neighboring Night Sky «Kinsetsu no Yozora» (近接の夜空)        | "SUEZEN" (Shining Force II, Yadamon, Marine Colour)      | Луна (яп. 月)        | Октябрь 10, 2004 |
| Старый друг Итики создаёт новые проблемы для неё и Манацу.                                                                        |                                                                    |                                                          |                      |                  |
| 03 | The Heat of the Sandy Beach «Shōnetsu no Sunahama» (焦熱の砂浜)    | Хадзимэ Уэда (FLCL, Q-Ko-Chan: The Earth Invader Girl)   | Земля (яп. 地)       | Октябрь 17, 2004 |
| Когда Итика спасает свою бывшую одноклассницу, она теряет ценные часы своего отца.                                                |                                                                    |                                                          |                      |                  |
| 04 | Sudden Shower by the Lake Shore «Shūu no Kohan» (驟雨の湖畔)       | Кэинодзё Мидзутама (Brigadoon)                           | Вода (яп. 水)        | Октябрь 23, 2004 |
| Во время похода, подруга Итики теряется и падает в обрыв. Итика использует силу джина чтобы найти её.                             |                                                                    |                                                          |                      |                  |
| 05 | The Flowering of Tears «Rakurui no Raika» (落涙の蕾花)             | "Каисаку" (Magical Nyan Nyan Taruto, Steel Angel Kurumi) | Огонь (яп. 焔)       | Октябрь 30, 2004 |
| Сацуки влюбляется в мальчика, которого встретила в день фестиваля фейерверков.                                                    |                                                                    |                                                          |                      |                  |
| 06 | The Flush of Damp Skin «Nurehada no Binetsu» (濡肌の微熱)          | Хидэфуми Кимура (Agent Aika, Abenobashi)                 | Небеса (яп. 天)      | Ноябрь 11, 2004  |
| Итика видит Сэя и Саю вместе и думает, что у них отношения. Убегая она ломает жемчужное ожерелье, которое ей подарил Сэй.         |                                                                    |                                                          |                      |                  |
| 07 | The Jealousy of a Twig «Konure no Shitto» (木末の嫉妬)             | "Keiko" (фигурный дизайнер)                              | Ветер (яп. 風)       | Ноябрь 13, 2004  |
| Итика замечает, что меняется. После того, как ветер рассеивает домашнее задание, она пытается собрать его.                        |                                                                    |                                                          |                      |                  |
| 08 | The Impulse of a Falling Flower «Sange no Shōdō» (散華の衝動)      | Хадзимэ Ватанабэ (Kodocha)                               | Цветы (яп. 華)       | Ноябрь 20, 2004  |
| В рамках благотворительной деятельности, Итика даёт веник из сушёных цветов психически неуравновешенным пациентам.                |                                                                    |                                                          |                      |                  |
| 09 | The Pain of Love «Ren'ai no Tsūyō» (恋愛の痛痒)                    | Минэ Ёсидзаки (Sgt. Frog)                                | Гром (яп. 雷)        | Ноябрь 27, 2004  |
| Поездка с друзьями в храм всепрощающей любви. Кэико и Сацуки вспоминают неприятные для них события.                               |                                                                    |                                                          |                      |                  |
| 10 | Reunion Beyond the Grave «Shishō no Saikai» (死生の再会)           | Рикдо Коси (Excel Saga)                                  | Тьма (яп. 冥)        | Ноябрь 27, 2004  |
| Итика замечает, что не может контролировать магию. Семья Татибаны посещает могилы своих предков и Итики соединяется сама с собой. |                                                                    |                                                          |                      |                  |
| 11 | The Surge of Separation «Betsuri no Hadō» (別離の波動)             | Кэн Акамацу (Love Hina, Negima)                          | Море (яп. 海)        | Декабрь 11, 2004 |
| Итико мечтает о себе и Манацу. Когда Митиро пытается выяснить правду, силы Джинна насылают бедствия на неё.                       |                                                                    |                                                          |                      |                  |
| 12 | The Poetry of Fragments «Kakera no Uta» (欠片の詩歌)               | Кёидзи Гото (Martian Successor Nadesico, Gate Keepers)   | Зеркало (яп. 鏡 Kyō) | Декабрь 18, 2004 |
| Итика попадает в соседний дом, чтобы узнать истину раз и навсегда.                                                                |                                                                    |                                                          |                      |                  |
| 13 (OVA) | Twin Summers of the First Winter «Shotō no Futanatsu» (初冬の双夏) | -                                                        | -                    | Апрель 22, 2005  |
| Каи и Манацу видят свои «отражения» в последний раз                                                                               |                                                                    |                                                          |                      |                  |

## Музыка
Открытие
Omoi wo Kanadete (想いを奏でて) исполняли: Savage Genius
Концовка
Itsuka Tokeru Namida (いつか溶ける涙) исполняли: Savage Genius

## Критика
Аниме-энциклопедия: Руководство по японской анимации с 1917 года сравнили серии Uta Kata с сериалом Mahoromatic, отмечая, что данная история это «аллегория на конец детства, как последний отпуск перед началом вступления во взрослый мир, полный обязанностей» Они однако критикуют OVA сериал назвав его «бессмысленном перепевом элегического качества оригинального сериала, где же собственно говоря драма?».